# Joseph Ferdinand Adolf Achaz von der Schulenburg
Joseph Ferdinand Adolf Achaz von der Schulenburg (* 1. Juni 1776 in Angern; † 5. November 1831 in Berlin) war ein königlich-preußischer Offizier, zuletzt im Rang eines Generalleutnants.

## Leben

### Familie
Joseph Ferdinand Adolf Achaz Graf von der Schulenburg stammte aus dem Haus Angern der jüngeren weißen Linie des ursprünglich altmärkischen Uradelsgeschlechts von der Schulenburg. Aus der Familie sind im Laufe der Zeit unter anderem vier Feldmarschälle, 25 Generäle und vier Bischöfe hervorgegangen. Das Haus Angern wurde per Diplom vom 20. Juli 1753 in den Grafenstand erhoben.
Alexander Friedrich Christoph Graf von der Schulenburg (* 1720), der Vater von Joseph Ferdinand Adolf Achaz, starb 1801. Seine Mutter Luise Eleonore (* 1743; † 1803) war eine geborene von Bismarck. Er war eines von sieben Kindern des Paares. Sein älterer Bruder Friedrich Graf von der Schulenburg (* 1769; † 1821) wurde königlich preußischer Regierungspräsident.

### Militärischer Werdegang
Schulenburg trat 1791 in die preußische Armee ein und nahm bereits 1792 bis 1795, während des ersten Koalitionskrieges, an den Feldzügen gegen Frankreich teil. Er kämpfte unter anderem bei der Belagerung von Mainz (14. April bis 23. Juli 1793) und in den Gefechten bei Hochheim, Kostheim und Morlautern sowie in den Schlachten bei Pirmasens (14. September 1793) und Kaiserslautern (28. und 30. November 1793). Ab 1792 diente er im Regiment Garde du Corps. 1803 wurde er zum Stabsrittmeister befördert. Im August 1804 begleitete er den Prinzen Louis Ferdinand von Preußen zu den Manövern der österreichischen Armee nach Prag.
Im vierten Koalitionskrieg 1806 bis 1807 kämpfte Schulenburg in den Gefechten bei Gollau und bei Königsberg. Im Februar 1807 erfolgte seine Beförderung zum Rittmeister und im Juni 1809 die zum Major. Anfang Dezember 1812 wurde er, als Oberstleutnant, Kommandeur des Regiments Garde du Corps.
Mit dieser Einheit kämpfte Schulenburg zu Beginn der Befreiungskriege, später wurde ihm das Kommando einer Landwehrbrigade übertragen. Er nahm an den Schlachten bei Großgörschen (2. Mai 1813), Bautzen (20. und 21. Mai 1813), Haynau (26. Mai 1813), der Völkerschlacht bei Leipzig (16. bis 19. Oktober 1813), Arcis-sur-Aube (20. bis 21. März 1814), Ligny (16. Juni 1815) und Waterloo (18. Juni 1815) teil, sowie den Belagerungen von Maubeuge, Landrecies und Philippeville. Für seine Verdienste in der Schlacht bei Großgörschen erhielt er das Eiserne Kreuz II. Klasse und den russischen Annen-Orden I. Klasse, für Waterloo das Eiserne Kreuz I. Klasse. Bereits im März 1815 wurde er Kommandeur der 1. kurmärkischen Landwehr-Kavalleriebrigade und im Mai selben Jahres zum Oberst befördert.
Ende November 1815 wurde Schulenburg Inspekteur der Landwehr im Regierungsbezirk Bielefeld. Im Dezember 1816 erhielt er den russischen Wladimir-Orden III. Klasse und im Oktober 1817 die Ernennung zum Brigadekommandeur in der 16. Division. 1818 wurde ihm das Kommando über die 4. Kavalleriebrigade übertragen und zwei Jahre später, 1820, erfolgte seine Beförderung zum Generalmajor. 1825 erhielt Schulenburg den Roten-Adler-Orden III. Klasse.
Aus gesundheitlichen Gründen musste er vorerst vom aktiven Dienst zurücktreten. 1830 wurde ihm, mit der Ernennung zum Generalleutnant, der endgültige Abschied mit Pension gewährt. Joseph Ferdinand Adolf Achaz Graf von der Schulenburg starb am 5. November 1831 im Alter von 55 Jahren in Berlin.

### Ehe und Nachkommen
Joseph Ferdinand Adolf Achaz Graf von der Schulenburg heiratete am 3. November 1809 Henriette Ernestine Luise von Schöning (* 1787; † 1827). Sie hinterließen einen Sohn Adalbert Friedrich Alexander Karl Wilhelm August Graf von der Schulenburg (* 1817; † 1874), der ebenfalls als Offizier in der preußischen Armee diente.